# Néa Mákri
Néa Mákri (en grec moderne : Νέα Μάκρη) est un village côtier de l'Attique, en Grèce, appartenant au dème de Marathon. Selon le recensement de 2011, sa population était de 16 670 habitants.